# 山鼠李
山鼠李（学名：Rhamnus wilsonii）为鼠李科鼠李属下的一个种。